# ФК Могрен
Могрен е футболен отбор от град Будва, Черна гора.
Отборът играе на най-високото ниво на черногорския клубен футбол – Черногорската първа лига. Клубът е двукратен шампион на страната и един път е носител и на Купата на Черна гора.

## Успехи
- Шампион на Черна гора (2): 2009, 2011
- Носител на Купата на Черна гора (1): 2008

## Могрен в евротурнирите
| Сезон   | Турнир               | Кръг     | Държава | Противник       | Домакинство | Гостуване |
| ------- | -------------------- | -------- | ------- | --------------- | ----------- | --------- |
| 2008-09 | Купа на УЕФА         | 1-ви кв. |         | Кирят Шмона     | 0–3         | 1–1       |
| 2009-10 | УЕФА Шампионска лига | 1-ви кв. |         | Хибърниънс      | 4–0         | 2–0       |
| 2009-10 | УЕФА Шампионска лига | 2-ри кв. |         | Копенхаген      | 0–6         | 0–6       |
| 2010-11 | Лига Европа          | 1-ви кв. |         | УЕ Санта Колома | 2–0         | 3–0       |
| 2010-11 | Лига Европа          | 2-ри кв. |         | Макаби Тел Авив | 2–1         | 0–2       |
| 2011-12 | УЕФА Шампионска лига | 2-ри кв. |         | Литекс (Ловеч)  | 1–2         | 0–3       |

## Спонсор
Производител на екипи: Пума